# John Muirhead
John Muirhead, né le 12 juillet 1863 à Édimbourg, Écosse, et mort le 21 novembre 1927 à Upper Norwood, Londres, est un peintre et graveur britannique,,.

## Biographie
John Muirhead naît le 12 juillet 1863 à Édimbourg, Écosse. Il est le fils de John Muirhead, un maître d’œuvre, et de son épouse Jesse née Brown, tous deux mariés le 14 novembre 1856 dans la même ville. Il est le frère du peintre David Muirhead (1867-1930),. Il étudie la peinture à l’école artistique du Board of Manufactures (en) (ou Trustees’ Academy, devenue ensuite la Royal Scottish Academy).
Essentiellement connu comme peintre paysagiste, surtout à l’aquarelle et plus rarement à l’huile, il travaille en France, en Belgique et aux Pays-Bas,. En 1912, des planches réalisées à partir de ses peintures à l’huile sont utilisées pour illustrer l’ouvrage d’Hilaire Belloc, The River of London,.
Installé à Londres ou il réside 4 Alexandra Road, il expose avec le New English Art Club. Il devient membre de la Royal Scottish Society of Painters in Watercolour (en) (RSW) en 1892 ou 1893, et de la Royal Society of British Artists (RBA) en 1904,,,,. Il habite plus tard à Houghton dans le Huntingdonshire,.
Il meurt le 21 novembre 1927 à Upper Norwood dans le borough de Croydon à Londres, et est inhumé au cimetière londonien de Beckenham,.

## Galerie

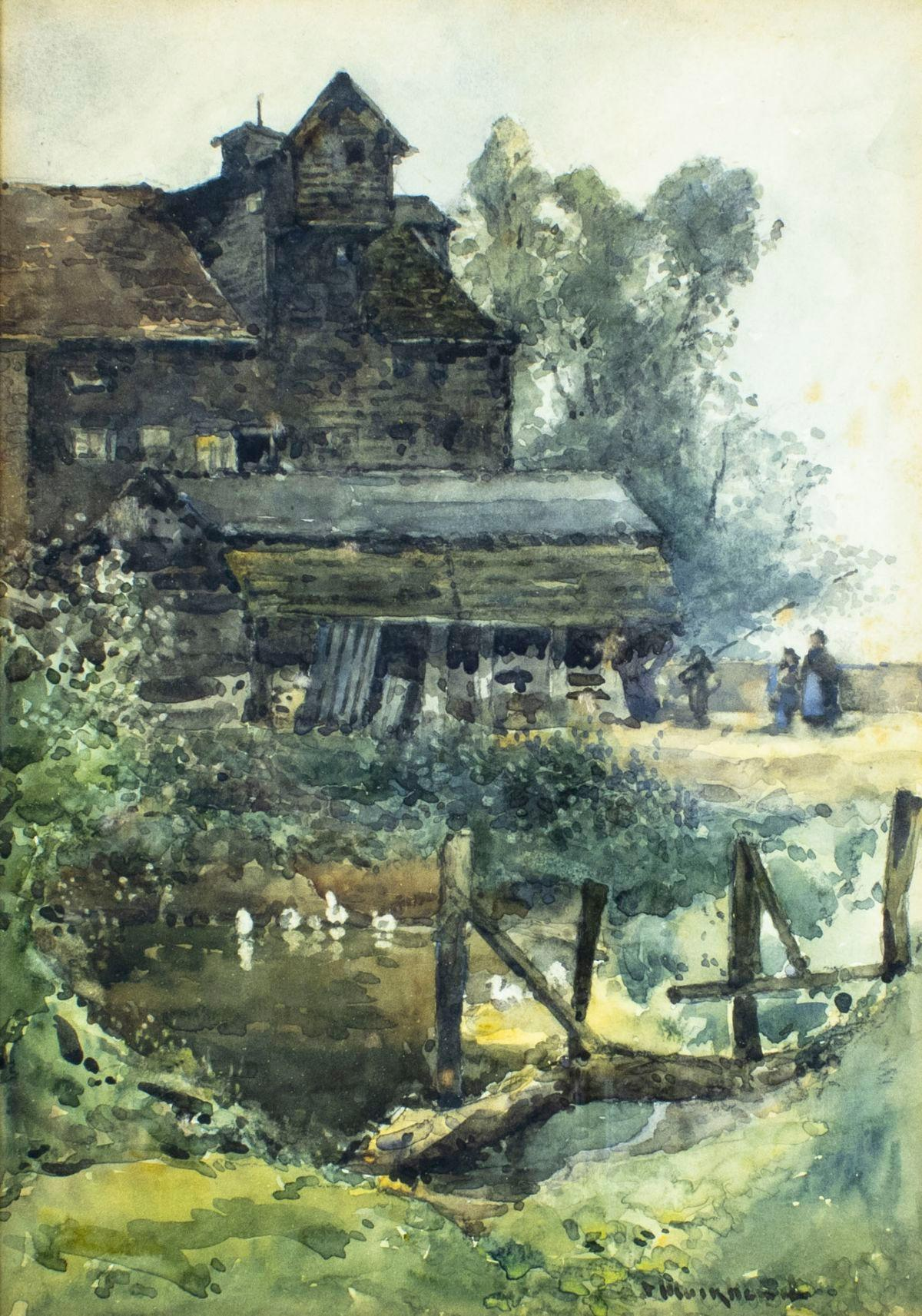
Country landscape. Aquarelle sur papier, coll. privée.
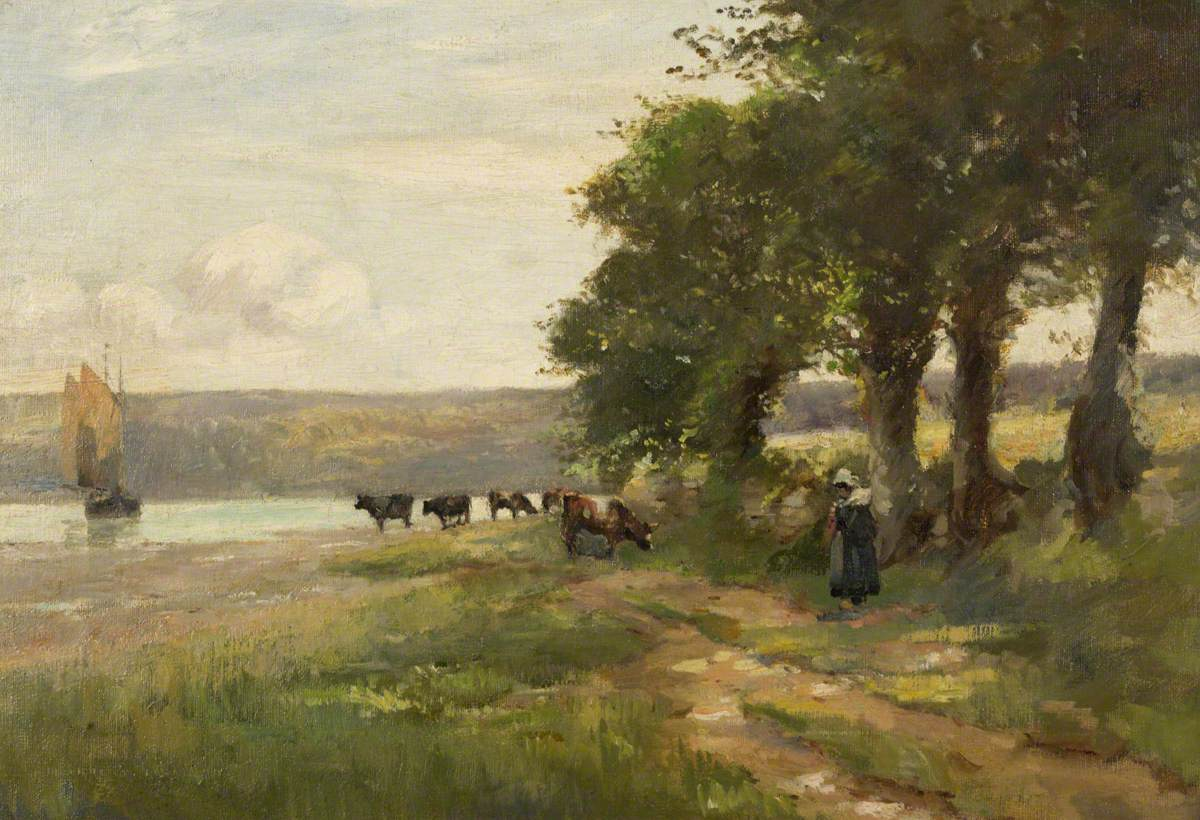
Landscape with Trees and Cattle Perth Art Gallery (en).
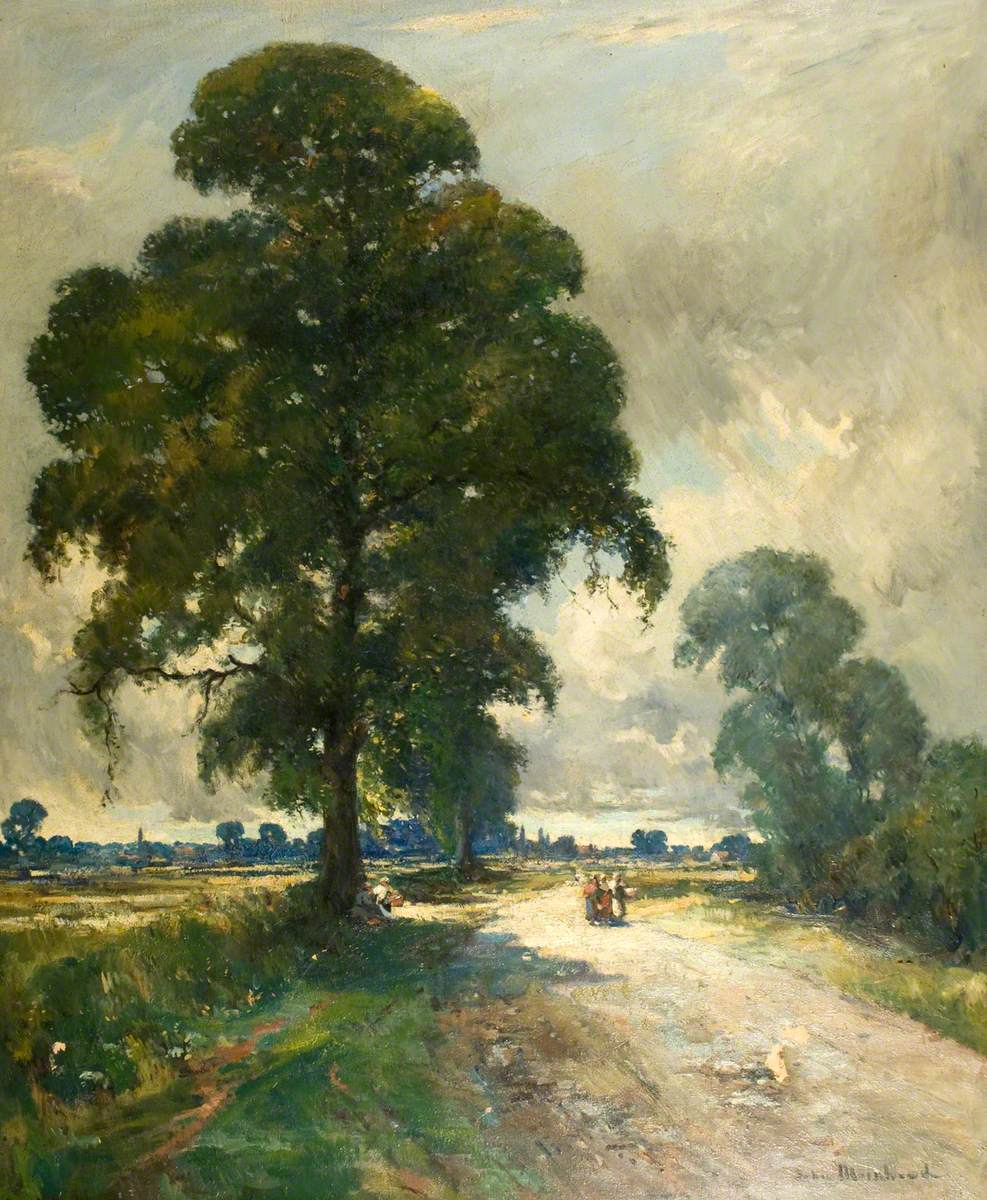
The Road to St Ives. Dundee Art Galleries and Museums.
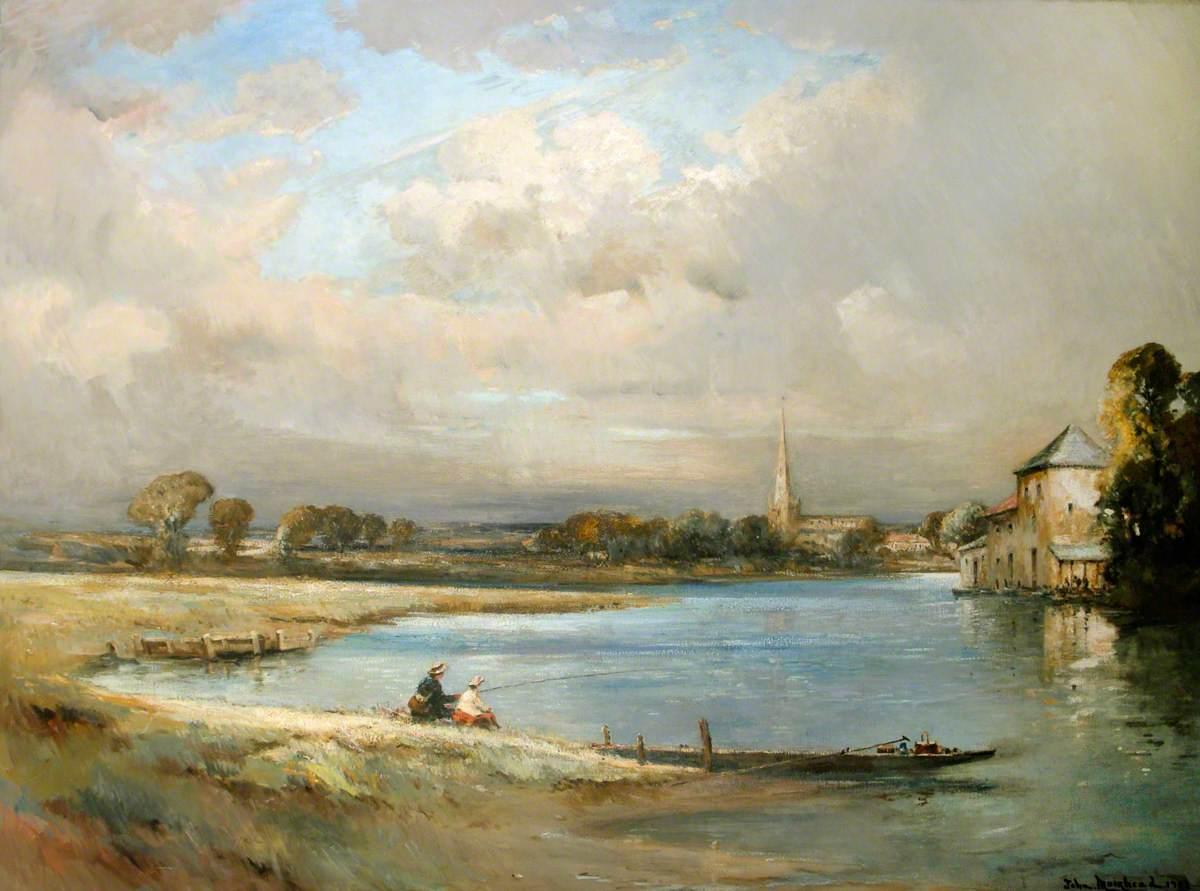
The Calm before a Storm (1881). Berwick Museum and Art Gallery.